# Tom Goodman-Hill
Tom Goodman-Hill, född 21 maj 1968 i  Enfield, är en brittisk skådespelare. Goodman-Hill har bland annat medverkat i The League, Mr Selfridge och The Imitation Game. 
Goodman-Hill var tidigare gift med Kerry Bradley, med vilken han har två barn. År 2013 hade paret separerat och Goodman-Hill hade en relation med skådespelaren Jessica Raine. Goodman-Hill och Raine gifte sig 2015. De fick en son 2019.

## Filmografi i urval
- 1996 – In Love and War
- 2001 – Tillbaka till Aidensfield (TV-serie)
- 2001 – En försvunnen värld (Miniserie)
- 2002 – The Office (TV-serie)
- 2003 – The League
- 2007 – Jane Austens ånger (TV-film)
- 2008 – Kommissarie Lewis (TV-serie)
- 2008 – Doctor Who (TV-serie)
- 2008 – Morden i Midsomer (TV-serie)
- 2010 – Foyle's War (TV-serie)
- 2011 – Spy (TV-serie)
- 2011 – Brottsplats Edinburgh (TV-serie)
- 2012 – Barnmorskan i East End (TV-serie)
- 2013–2016 – Mr Selfridge (TV-serie)
- 2014 – The Imitation Game
- 2015 – Everest
- 2020 – Rebecca
- 2024 – Baby Reindeer (TV-serie)